# Porte-des-Bonnevaux
Porte-des-Bonnevaux ist eine französische Gemeinde mit 2.085 Einwohnern (Stand: 1. Januar 2022) im Département Isère in der Region Auvergne-Rhône-Alpes. Sie gehört zum Arrondissement Vienne und zum Kanton Bièvre.
Sie entstand als Commune nouvelle mit Wirkung vom 1. Januar 2019 durch die Zusammenlegung der bisherigen Gemeinden Arzay, Commelle, Nantoin und Semons, die in der neuen Gemeinde den Status einer Commune déléguée haben. Der Verwaltungssitz befindet sich im Ort Semons.

## Gliederung
| Ortsteil                 | ehemaliger INSEE-Code | Fläche (km²) | Einwohnerzahl zum 1. Januar 2022 |
| ------------------------ | --------------------- | ------------ | -------------------------------- |
| Semons (Verwaltungssitz) | 38479                 | 10,55        | 361                              |
| Arzay                    | 38016                 | 09,79        | 233                              |
| Commelle                 | 38121                 | 14,04        | 1.023                            |
| Nantoin                  | 38274                 | 09,50        | 468                              |

## Geographie
Die Gemeinde liegt rund 30 Kilometer südöstlich von Vienne am Südrand des Waldgebietes Forêt de Bonnevaux, das sich besonders durch seine große Anzahl von Seen auszeichnet. Im Gemeindegebiet entspringt der Fluss Gère. Das Gebiet wird von der Départementsstraße D51 erschlossen.
Nachbargemeinden sind Lieudieu und Châtonnay im Norden, Champier im Osten, Mottier im Südosten, La Côte-Saint-André und Ornacieux-Balbins im Süden, Bossieu im Westen und Villeneuve-de-Marc im Nordwesten.